# STU48のがんばりまSU!
『STU48のがんばりまSU!』（エスティーユーフォーティーエイトのがんばりまス!）は、テレビ新広島制作の深夜バラエティ番組。

## 概要
瀬戸内地方を拠点とするアイドルグループSTU48が「日本を代表するスーパーアイドル」として将来の芸の肥やしになるべく、愛を持ってメンバーに様々な試練を与えてもらう番組である。
2017年8月19日と9月30日にパイロット版が2回放送された後、同年11月1日より月1回水曜未明（火曜深夜）にレギュラー放送を開始。2020年4月1日まで3年半にわたって放送された。
ここでは、同枠の後継番組として2020年4月29日より放送されている『#STU48のくらコン』及び、その関連配信番組についても記述する。

## 出演者
- STU48

MC
- 中島尚樹（広島ローカルタレント）- 番組終了時のMC
- 西山穂乃加（テレビ新広島アナウンサー）
- 深井瞬（テレビ新広島アナウンサー）
- 河野行恵（テレビ新広島アナウンサー）
- 加藤雅也（テレビ新広島アナウンサー）- 番組終了時のMC
- 市場里奈（テレビ新広島アナウンサー）

ナレーション
- 柿辰丸 - パイロット版第1回に自身がスタジオ生出演し「悪役の演技対決」にも参加した。

ゲスト
- 占八瑛子（歌う占い師、2018年1月30日・8月28日）

過去の出演者
- 青坂匠（当時・テレビ新広島アナウンサー）- MC

## 放送日程
パイロット版
- 第1回：2017年8月19日（18日深夜）0:55 - 1:25 
  - バルーンアート対決 石田みなみ vs 福田朱里
  - キャベツ千切り対決 佐野遥 vs 森香穂
  - キックボクシング対決　三島遥香 vs 矢野帆夏
  - 悪役の演技対決 田中皓子 vs 藤原あずさ
  - フリースロー対決 瀧野由美子 vs 土路生優里

- 第2回：2017年9月30日（29日深夜）0:55 - 1:25
  - 高級旅館であっち向いてホイ対決 石田みなみ vs 尾﨑舞美
  - 宮島侍とチャンバラ対決 佐野遥 vs 薮下楓
  - 外国人とコミュニケーション対決 田中晧子 vs 今村美月
  - もみじ饅頭対決 三島遥香 vs 谷口茉妃菜
  - ボートレース宮島でペアボート対決 瀧野由美子 vs 磯貝花音

| 回 | 放送日 （JST） | 内容 | 備考     |
| -- | -------------- | --- | -------- |
| 1  | 2017年11月1日  | 大崎上島にて地元小学生と秋の運動会 （赤：石田みなみ・瀧野由美子・田中皓子 vs 青：峯吉愛梨沙・市岡愛弓・菅原早記）                             |          |
| 2  | 2017年11月29日 | 謎の新ゲーム"ビンビンビンゴ"でマリーナホップを駆け巡る! （赤：石田みなみ・瀧野由美子・田中皓子 vs 青：大谷満里奈・甲斐心愛・門脇実優菜）      |          |
| 3  | 2017年12月27日 | 師走の広島でチーム対抗戦 （赤：石田みなみ・瀧野由美子・田中晧子・土路生優里・森香穂 vs 青：尾﨑舞美・佐野遥・福田朱里・藤原あずさ・三島遥香） | [ 注 1 ] |
| 4  | 2018年1月31日  | メジャーデビューをお祝い篇 （赤：今村美月・門田桃奈・塩井日奈子 vs 青：石田千穂・福田朱里・三島遥香）                                         | [ 注 2 ] |
| 5  | 2018年2月28日  | おもしろ王No.1決定戦 （赤：甲斐心愛・張織慧・矢野帆夏 vs 青：石田千穂・今村美月・福田朱里）                                                   |          |
| 6  | 2018年3月28日  | ～SKE48姉さん、色々教えてつかーさい!SP～ （SKE48：熊崎晴香・須田亜香里・高柳明音・日高優月 vs STU48：磯貝花音・今村美月・岩田陽菜・福田朱里） | [ 注 3 ] |
| 7  | 2018年4月25日  | この春一番!お花見盛りアゲ↑選手権 (赤：磯貝花音・今村美月・福田朱里 vs 青：榊美優・田中皓子・森下舞羽)                                         |          |
| 8  | 2018年5月30日  | 安佐動物公園でビンビンビンゴ (赤：磯貝花音・今村美月・森下舞羽 vs 青：市岡愛弓・甲斐心愛・新谷野々花)                                         |          |
| 9  | 2018年6月27日  | 人間性モニタリング (赤：磯貝花音・門脇実優菜・藤原あずさ vs 青：大谷満理奈・土路生優里・峯吉愛梨沙）                                          |          |
| 10 | 2018年8月1日   | 持ってる女の子No.1決定戦 (赤：甲斐心愛・田中晧子・森下舞羽 vs 青：新谷野々花・藤原あずさ・矢野帆夏）                                          |          |
| 11 | 2018年8月29日  | 最強運決定戦 (赤：甲斐心愛・榊美優・福田朱里 vs 青：門脇実優菜・菅原早記・薮下楓）                                                            |          |
| 12 | 2018年9月26日  | 洞察力決定戦 (赤：甲斐心愛・兵頭葵・峯吉愛梨沙 vs 青：石田千穂・谷口茉妃菜・藤原あずさ）                                                      |          |
| 13 | 2018年10月31日 | 佐木島でコミュ力を競う! (赤：甲斐心愛・谷口茉妃菜・兵頭葵 vs 青：石田みなみ・菅原早記・福田朱里）                                             |          |
| 14 | 2018年11月28日 | 夢追う同世代の若者を紹介 (門田桃奈・石田みなみ・瀧野由美子・菅原早記・福田朱里・三島遥香）                                                    |          |
| 15 | 2018年12月26日 | クリスマスプレゼント大作戦 (赤サンタ：今村美月・甲斐心愛・矢野帆夏 vs 青サンタ：石田みなみ・岩田陽菜・三島遥香）                              |          |
| 16 | 2019年1月30日  | STUメンバーが力を合わせてガチンコクイズバトル! (市岡愛弓・磯貝花音・田中晧子・甲斐心愛・薮下楓・沖侑果）                                      |          |
| 17 | 2019年2月27日  | 謎のトビラの奥に潜む真相にSTU48のメンバーが迫る! (新谷野々花・峯吉愛梨沙・森下舞羽・谷口茉妃菜・三島遥香・森香穂）                            |          |
| 18 | 2019年3月27日  | 卒業する先輩に感謝を伝えたい! （大谷満理奈・磯貝花音・榊美優・門脇実優菜・兵頭葵・藤原あずさ）                                                |          |
| 19 | 2019年5月1日   | 気になる謎のトビラを開けてみる第2弾! （峯吉愛梨沙・薮下楓・由良朱合・門田桃奈・谷口茉妃菜・三島遥香）                                         | [ 注 4 ] |
| 20 | 2019年5月29日  | 夢追う同世代の若者を紹介PART2 （岩田陽菜・新谷野々花・森香穂・沖侑果）                                                                        |          |
| 21 | 2019年6月26日  | 令和だからこそ平成探し隊!in広島 （門田桃奈・土路生優里・森香穂・沖侑果）                                                                      |          |
| 22 | 2019年8月1日   | 障害者スポーツの魅力と楽しさを伝える （甲斐心愛・新谷野々花・峯吉愛梨沙・森下舞羽）                                                           |          |
| 23 | 2019年8月29日  | STUメンバーがチアーリーディングに挑戦 （沖侑果・中村舞・福田朱里・森下舞羽）                                                                  | [ 注 5 ] |
| 24 | 2019年9月26日  | 様々な困難に立ち向かっている大学女子サッカー部を応援 （榊美優・信濃宙花・中村舞・藤原あずさ）                                                 |          |
| 25 | 2019年10月31日 | 路面電車ですごろく対決!! （田中晧子・兵頭葵・福田朱里・矢野帆夏）                                                                             |          |
| 26 | 2019年11月28日 | パーティーシーンにピッタリな今話題のテーブルゲームを楽しむ （信濃宙花・谷口茉妃菜・三島遥香・森香穂）                                         |          |
| 27 | 2019年12月19日 | STUの最新シングルと交換して美味しい鍋を作る （沖侑果・新谷野々花・福田朱里・森下舞羽）                                                        |          |
| 28 | 2020年1月30日  | 2020年STUメンバーとMC2人を加えた26人の運勢ランキング （石田みなみ・大谷満理奈・福田朱里・薮下楓）                                             |          |
| 29 | 2020年2月27日  | 矢野帆夏が2期研究生をキャラ任命する （矢野帆夏・2期研究生10名）                                                                               |          |
| 30 | 2020年4月1日   | 先輩後輩女子会本音トーク!! （今村美月・福田朱里・今泉美利愛・清水紗良）                                                                       |          |

## スタッフ
- CAM：中渡瀬太一、一柳達也、大前晴伸、福原浩高、内海秀彦、観秀男、山崎猛、坂本良太、益田翔、津田洋輔、津田直幸、須川真也、馬越芳哲
- AUD：山形晃一、瀬島敬史、田町浩一、原正樹、中田大智、久保田紀子、山形晃一、講崎友蔵、吉見美紀、宝田昌信
- MA：講崎友蔵、瀬島敬史、山形晃一、田町浩一
- CG：TSSソフトウェア
- 美術：橋本英司、中川実佐、服部陽子、坂本裕美、小西智子、升本健太、大久保英司、薄井勝統
- ヘアメイク：NCM (Natural Creative Maker)
- ディレクター：畠山信吾、上岡大悟、吉田みゆき、槇原靖、福田ひかる
- プロデューサー：角和信、高見剛史
- 制作協力：tssプロダクション、クラフトワン

過去のスタッフ
- AD：渡辺啄水、吉田みゆき（→ディレクター）
- サポート：栗原昌哉、福田ひかる、小堀央雄
- ディレクター：上岡大悟、田中浩樹
- プロデューサー：外薗正裕

## STU48のLINE LIVEもがんばりまSU!
『STU48のLINE LIVEもがんばりまSU!』（エスティーユーフォーティーエイトのラインライブもがんばりまス）は、2017年12月12日からLINE LIVEのTSSテレビ新広島チャンネルにおいて配信されている番組である。
| 回 | 配信日          | 出演メンバー                         |
| -- | --------------- | ------------------------------------ |
| 1  | 2017年 12月12日 | 石田みなみ・瀧野由美子・田中皓子     |
| 2  | 12月19日        | 尾﨑舞美・三島遥香                   |
| 3  | 2018年 1月16日  | 今村美月・門田桃奈・塩井日奈子       |
| 4  | 1月23日         | 石田千穂・福田朱里・三島遙香         |
| 5  | 2月13日         | 石田千穂・今村美月・張織慧・矢野帆夏 |
| 6  | 2月20日         | 甲斐心愛・福田朱里                   |
| 7  | 3月13日         | 新谷野々花・菅原早記・森下舞羽       |
| 8  | 3月19日         | 大谷満理奈・榊美優・矢野帆夏         |
| 9  | 4月10日         | 門田桃奈・谷口茉妃菜・三島遥香       |
| 10 | 4月17日         | 甲斐心愛・森下舞羽・矢野帆夏         |
| 11 | 5月15日         | 今村美月・甲斐心愛・新谷野々花       |
| 12 | 5月22日         | 市岡愛弓・田中皓子・森下舞羽         |
| 13 | 6月12日         | 大谷満理奈・藤原あずさ・峯吉愛梨沙   |
| 14 | 6月19日         | 福田朱里・藤原あずさ・三島遙香       |
| -  | 7月17日         | 中止                                 |
| -  | 7月24日         | 中止                                 |
| 15 | 8月14日         | 甲斐心愛・門脇実優菜・福田朱里       |
| 16 | 8月21日         | 榊美優・菅原早記・薮下楓             |
| 17 | 9月11日         | 谷口茉妃菜・兵頭葵・藤原あずさ       |
| 18 | 9月18日         | 石田千穂・甲斐心愛・峯吉愛梨沙       |
|    | 10月30日        | 石田千穂・土路生優里                 |
|    | 11月13日        | 石田みなみ・菅原早記・福田朱里       |
|    | 11月20日        | 門田桃奈・瀧野由美子・三島遙香       |
|    | 12月11日        | 石田みなみ・岩田陽菜・三島遥香       |
|    | 12月18日        | 甲斐心愛・今村美月・矢野帆夏         |
|    | 2019年 1月15日  | 榊美優・新谷野々花・峯吉愛梨沙       |
|    | 1月22日         | 今村美月・大谷満理奈・菅原早記       |

など。

## #STU48のくらコン
『#STU48のくらコン』は、『STU48のがんばりまSU!』の後続番組として2020年4月29日より放送されているテレビ新広島制作の深夜バラエティ番組。 STU48の2期生によるくだらないコンテンツ、略してくらコンを放送。毎回、番組最後にMC中島尚樹によりMVPが選ばれ、公式サイト内「#蔵子ちゃん」に収蔵される。また、毎週火曜に番組公式Twitterで限定動画を更新している。
2021年4月からFODとTVerで見られるようになった。

### 出演者

#### STU48
- 2期生
- 2.5期生（2023年6月28日 (27日深夜) 放送分から）
- 3期生・3期研究生（2024年7月31日 (30日深夜) 放送分から）

#### MC
- 中島尚樹（広島ローカルタレント）
- 加藤雅也（テレビ新広島アナウンサー）

### 企画
- 同一ポジ芸
- 中島尚樹のキャッチコピーを考えよう
- 中島＆加藤のコンビ名を考えよう
- ブーブークッション何食わぬ顔選手権
- 米粒み～つけた
- ぐるぐるバット似顔絵選手権
- 即興歌謡ショー
- ブーブークッションごまかし選手権
- STU造型部
- 偉人伝説
- 映えなさそうな写真選手権
- コラージュSTUで一言!
- 正式名称は?
- 本当にあった怖い話選手権
- そうめん早すすり選手権
- 中島尚樹の最強肩書き名刺選手権
- 中島さんがキュンとするささやき選手権
- 強そうな言葉選手権
- ぶっちゃけBar
- 全日本のり早食べ選手権
- 本当に辛いものを食べているのは誰だ選手権
- 角Pお悩み相談
- ナカシマナオ樹花言葉選手権
- 中島さんをイラッとさせる選手権
- アイドルらしからぬ寝言選手権
- 小島愛子の即興歌謡ショー
- 最強盛り盛り選手権
- 振り向きざま一言アドバイス
- くらコンプレゼン大会
- わたしのスキップ
- 盛りすぎたアイドルプロフィール選手権
- インパクト中継リポート選手権
- Pゲーム
- 絶対見てしまうサムネ選手権
- ドン引き耳打ち選手権
- 手を使わずに靴下早ぬぎ選手権
- 中島・加藤の隠語を考えてみた
- 当たり前のことをカッコよく言う選手権
- くらコン歌謡祭
- こんなレンタルしてみたい
- 計算されたすっぴん写真選手権
- 仕上げてきたにらめっこ選手権
- 中島レンタル
- 中島尚樹が今考えていること
- くらコン美術館
- あざとい選手権
- 中島尚樹カタカナ芸名選手権
- 誰もしなかった中島尚樹モノマネ選手権
- 手を使わずにジャケット早ぬぎ選手権
- ぶりっ子早歩き選手権
- Pゲーム2022
- 笑わせ王選手権
- 私の検索履歴選手権
- 空中大きな動き選手権
- 足の位置は変えずに大きな動き選手権
- くらコン運動会
- くらコン全力階段早口言葉選手権
- つい、のぞいてしまった選手権
- ダイナミックな言葉選手権
- 手を使わずに早食べ選手権
- ウソつきは誰だ！
- サンタクロースがドン引き！耳打ち選手権
- ゾンビぶりっ子早歩き選手権
- くらコン常識クイズ
- 擬人化選手権
- 冷たいおでんをアツアツおでん風に食べる
- 靴下早脱ぎ飛ばし選手権
- アイドルが言わなさそうな大声選手権
- くらコン大喜利
- 変顔だるまさんがころんだ
- くらコン即興演劇
- びしょびしょ靴下早履き選手権
- くらコングッズを考えよう！
- 中島尚樹へ 最後のメッセージ
- グッとくる選手権
- 最強「おかえり」選手権
- カッコいいだるまさんがころんだ選手権
- クセの強いスタジオ入り選手権
- 耐久！プランクしながらぶりっ子選手権
- だるまさんが○○選手権

### 放送日程
| 回 | 放送日（JST）  | 出演者 |
| -- | -------------- | --- |
| 1  | 2020年4月29日  | 川又あん奈・川又優菜・工藤理子・迫姫華 |
| 2  | 2020年5月27日  | 今泉美利愛・清水紗良・田口玲佳・立仙百佳 |
| 3  | 2020年7月1日   | 内海里音・小島愛子・田中美帆・南有梨菜 |
| 4  | 2020年7月29日  | 池田裕楽・中廣弥生・原田清花・渡辺菜月 |
| 5  | 2020年8月26日  | 尾崎世里花・鈴木彩夏・宗雪里香・吉田彩良 |
| 6  | 2020年9月30日  | 今泉美利愛・高雄さやか・田村菜月・吉崎凛子 |
| 7  | 2020年10月28日 | 川又あん奈・迫姫華・立仙百佳・渡辺菜月 |
| 8  | 2020年11月25日 | 内海里音・小島愛子・田口玲佳・原田清花 |
| 9  | 2020年12月23日 | 工藤理子・鈴木彩夏・田中美帆・吉田彩良 |
| 10 | 2021年1月27日  | 池田裕楽・高雄さやか・南有梨菜・吉崎凛子 |
| 11 | 2021年2月27日  | 尾崎世里花・高雄さやか・田村菜月・原田清花 宝探しロケ：川又あん奈・小島愛子                                                                                      |
| 12 | 2021年3月31日  | 川又優菜・中廣弥生・宗雪里香・立仙百佳 |
| 13 | 2021年4月28日  | 今泉美利愛・鈴木彩夏・迫姫華・吉田彩良 |
| 14 | 2021年5月26日  | 池田裕楽・小島愛子・田口玲佳・南有梨菜 |
| 15 | 2021年6月30日  | 内海里音・工藤理子・田中美帆・渡辺菜月 |
| 16 | 2021年7月28日  | 川又あん奈・中廣弥生・南有梨菜・吉田彩良 |
| 17 | 2021年9月1日   | 尾崎世里花・迫姫華・宗雪里香・吉崎凛子 |
| 18 | 2021年9月29日  | 池田裕楽・内海里音・川又あん奈・田口玲佳 2期研究生昇格コンサートへの道裏側：内海里音・中廣弥生・（1期生）門脇実優菜・森下舞羽・矢野帆夏・（ドラフト3期生）沖侑果 |
| 19 | 2021年10月27日 | 今泉美利愛・清水紗良・鈴木彩夏・南有梨菜 |
| 20 | 2021年12月1日  | 尾崎世里花・工藤理子・迫姫華・吉田彩良 |
| 21 | 2021年12月22日 | 小島愛子・高雄さやか・田中美帆・宗雪里香 |
| 22 | 2022年1月26日  | 池田裕楽・内海里音・川又優菜・清水紗良 |
| 23 | 2022年2月23日  | 工藤理子・鈴木彩夏・原田清花・渡辺菜月 |
| 24 | 2022年3月30日  | 尾崎世里花・田中美帆・宗雪里香・吉崎凛子 |
| 25 | 2022年4月27日  | 川又あん奈・吉崎凛子・吉田彩良・立仙百佳 |
| 26 | 2022年6月1日   | 池田裕楽・工藤理子・清水紗良・原田清花 |
| 27 | 2022年6月29日  | 小島愛子・鈴木彩夏・高雄さやか・渡辺菜月 |
| 28 | 2022年7月27日  | 池田裕楽・内海里音・宗雪里香・吉田彩良 |
| 29 | 2022年8月31日  | 内海里音・川又優菜・工藤理子・迫姫華 |
| 30 | 2022年9月28日  | 清水紗良・鈴木彩夏・原田清花・吉田彩良 |
| 31 | 2022年10月26日 | 尾崎世里花・工藤理子・小島愛子・原田清花 |
| 32 | 2022年11月30日 | 池田裕楽・川又あん奈・吉崎凛子・渡辺菜月 |
| 33 | 2022年12月21日 | 池田裕楽・工藤理子・迫姫華・宗雪里香 |
| 34 | 2023年2月1日   | 内海里音・尾崎世里花・原田清花・立仙百佳 |
| 35 | 2023年3月1日   | 池田裕楽・尾崎世里花・宗雪里香・吉崎凛子 |
| 36 | 2023年3月29日  | 鈴木彩夏・吉田彩良・渡辺菜月 |
| 37 | 2023年4月26日  | 内海里音・川又優菜・原田清花・宗雪里香 |
| 38 | 2023年5月31日  | 尾崎世里花・工藤理子・小島愛子・鈴木彩夏 |
| 39 | 2023年6月28日  | 小島愛子・高雄さやか・原田清花・（2.5期研究生）久留島優果 |
| 40 | 2023年7月26日  | 内海里音・工藤理子・鈴木彩夏・（2.5期研究生）諸葛望愛 |
| 41 | 2023年8月30日  | 宗雪里香・吉田彩良・渡辺菜月・（2.5期研究生）岡村梨央 |
| 42 | 2023年9月27日  | 池田裕楽・小島愛子・迫姫華・（2.5期研究生）岡田あずみ |
| 43 | 2023年11月1日  | （2.5期研究生）岡田あずみ・岡村梨央・久留島優果・諸葛望愛 |
| 44 | 2023年11月29日 | 工藤理子・鈴木彩夏・立仙百佳・渡辺菜月 |
| 45 | 2023年12月27日 | 内海里音・尾崎世里花・小島愛子・鈴木彩夏 |
| 46 | 2024年1月31日  | 迫姫華・宗雪里香・吉田彩良・立仙百佳 |
| 47 | 2024年2月28日  | 内海里音・小島愛子・鈴木彩夏・渡辺菜月 |
| 48 | 2024年3月27日  | 原田清花・立仙百佳・（2.5期研究生）岡村梨央・久留島優果 |
| 49 | 2024年5月1日   | 尾崎世里花・川又優菜・清水紗良・宗雪里香 |
| 50 | 2024年5月29日  | 池田裕楽・工藤理子・高雄さやか・吉田彩良 |
| 51 | 2024年6月26日  | 内海里音・尾崎世里花・迫姫華・原田清花 |
| 52 | 2024年7月31日  | （3期生）新井梨杏・井出叶・曽川咲葵・（3期研究生）濵田響 |
| 53 | 2024年8月28日  | （3期研究生）石原侑奈・奥田唯菜・北澤苺・森末妃奈 |
| 54 | 2024年9月25日  | 内海里音・工藤理子・（3期生）壁島結華・（3期研究生）梶原未羽 |
| 55 | 2024年10月30日 | 制約ロケ！「右折しかてきない」「左折しかできない」2組が出会えるか？：内海里音・迫姫華・吉田彩良・渡辺菜月                                                        |
| 56 | 2024年11月27日 | 制約ロケ！「右折しかてきない」「左折しかできない」2組が出会えるか？：内海里音・迫姫華・吉田彩良・渡辺菜月                                                        |
| 57 | 2024年12月18日 | 2期生 高雄さやか・原田清花がテレビの定番「街ぶら」に挑戦!! |
| 58 | 2025年1月29日  | 街ぶらブラックジャック：渡辺菜月・（3期生）新井梨杏 |
| 59 | 2025年2月26日  | 街ぶら中島尚樹：内海里音・渡辺菜月 |
| 60 | 2025年3月26日  | 街ぶらブラックジャック シーズン2：池田裕楽・吉田彩良 |
| 61 | 2025年4月30日  | 街ぶら年齢48：内海里音・（2.5期生）岡田あずみ |
| 62 | 2025年5月28日  | 街ぶら創業48：高雄さやか・吉田彩良 |
| 63 | 2025年6月25日  | ◯◯といえば…ロケ：尾崎世里花・原田清花 |

### スタッフ

#### 2025年6月25日放送時点
- プロデューサー＆企画＆演出：槇原靖
- 作家（Special Thanks）：なかじまはじめ
- 音声：石井浩孝
- カメラ：小林透汰
- デジタルコンテンツ：下條孝志、城戸蓮太郎
- キャラクターデザイン：しんじくん
- 美術デザイン：橋本ポンセ
- タイトルデザイン：福田ひかる（#27まではディレクター兼務）
- ヘアメイク：NCM
- 衣装協力：JEANS FACTORY
- ディレクター：下森勇大（#53 - 56・58 - ）
- プロデューサー：角和信（#1 - 24・39 - 、一時離脱►復帰）
- チーフプロデューサー：東條大祐（#39 - 、#25 - 38はプロデューサー）
- 制作協力：TSSプロダクション
- 制作・著作：テレビ新広島（TSS）

#### 過去のスタッフ
- 音声：瀬島敬史
- 編成：宮崎隆史、深田博隆、金尾和弘
- カメラ：渡辺椋介、藤本敏司、桐木風馬、澤江哲史
- デジタルコンテンツ：中村元気、中窪志帆
- 広報：木本梨世、藤井英里子

## #STU48のくだらナイト
STU2期研究生が2020年4月14日から月2回火曜の夜にLINE LIVEのTSSテレビ新広島チャンネルにおいて配信している番組である。
2021年8月21日からは、TSS公式YouTubeチャンネル『ここからっ!TSS CHANNEL』で生配信されている。